# Thomas Reinhardt (Politiker)

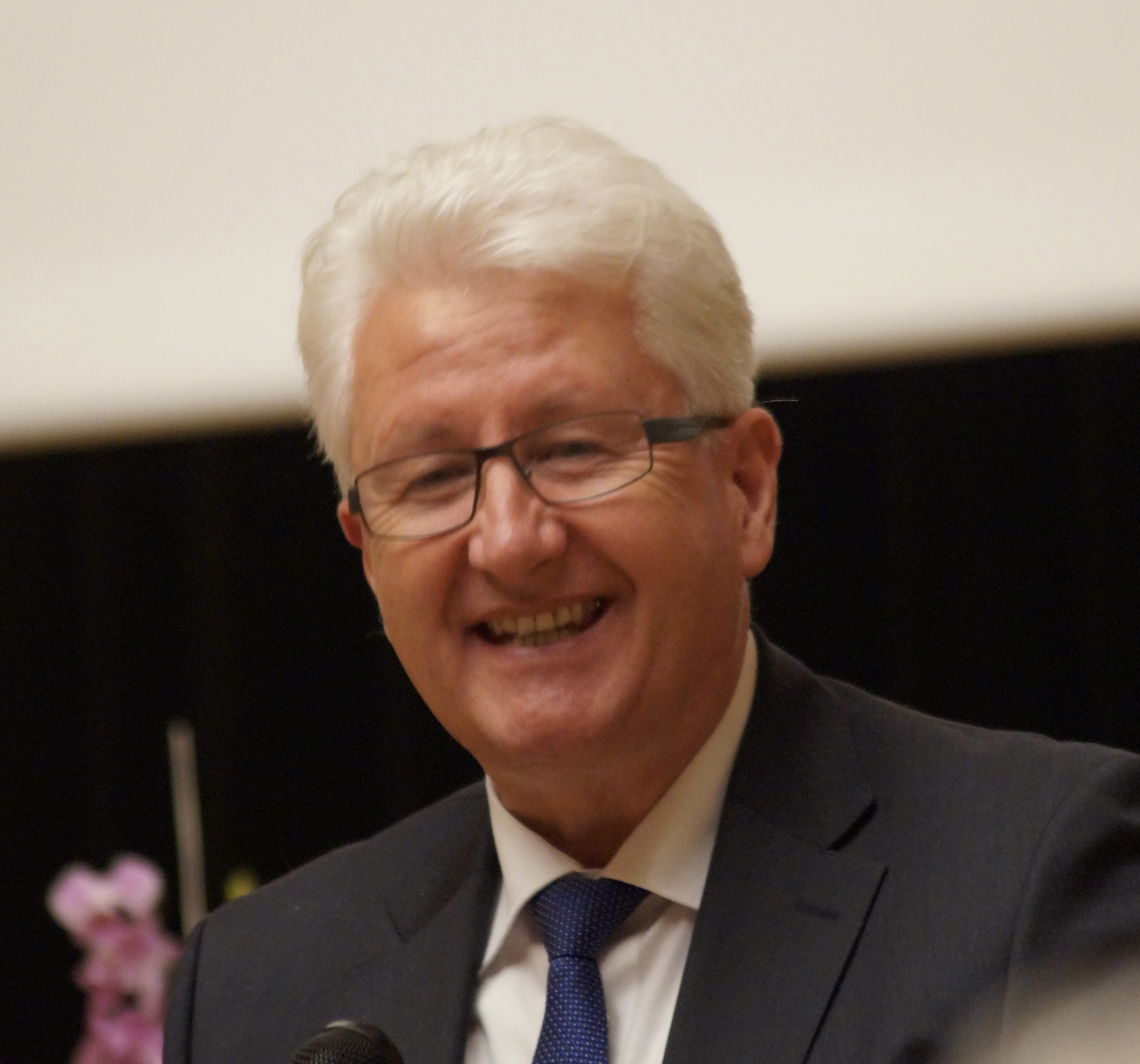
Thomas Reinhardt 2016

Thomas Reinhardt (* 16. August 1958 in Ulm; † 12. Juli 2019 in Heidenheim an der Brenz) war ein deutscher Verwaltungsjurist, Politiker (CDU) und Landrat des Landkreises Heidenheim.

## Ausbildung und Beruf
Nach dem Studium der Rechtswissenschaften an der Albert-Ludwigs-Universität in Freiburg arbeitete er als Rechtsanwalt in Ulm, bevor er 1988 ans Regierungspräsidium Stuttgart wechselte. Von 2009 bis 2012 war er Erster Landesbeamter im Landkreis Heidenheim.

## Politische Karriere
Am 14. November 2011 wurde er vom Kreistag mit 25 von 40 gültigen abgegebenen Stimmen zum Landrat des Landkreises Heidenheim gewählt.
Er starb im Amt.

## Privates
Thomas Reinhardt war verheiratet und hatte zwei Kinder. Er starb am 12. Juli 2019 im Alter von 60 Jahren infolge einer Erkrankung.